# Isidora di Tabenna
Isidora (... – 365) è stata una "stolta in Cristo" vissuta nel monastero di Tabenna in Egitto.

## Agiografia
La sua agiografia, infarcita di eventi miracolosi che la rendono poco credibile sul piano storico, non ci fornisce informazioni riguardo alla vita precedente alla sua ordinazione, riferendoci solo che, una volta ammessa ne monastero di Tabenna iniziò a comportarsi come una persona insana di mente, tenendo comportamenti non consoni al suo ruolo e rifiutando in maniera recisa di mangiare con le altre sorelle del monastero. 
Isidora aveva come compito quello di lavorare in cucina e di pulire ogni angolo del pavimento, compito che pose in essere con diligenza finché non decise, dopo essersi coperta di stracci di non cucinare più per le consorelle e di nutrirsi solo con l'acqua sporca ottenuta con il risciacquo delle stoviglie. A causa delle sue azioni le sue compagne presero a disprezzarla ed a sgridarla per ogni minima piccolezza senza tuttavia riuscire a modificare il suo comportamento. Infatti le agiografie ci riferiscono che Isidora non si arrabbiò mai per i continui rimbrotti delle compagne, rassegnandosi di buon grado ad essere giudicata come una pazza (così come lei stessa si considerava).
Leggenda vuole che San Pitrim, un monaco asceta del deserto, ebbe una visione in cui un angelo gli ordinava di andare al monastero di Tabenna, di cercare una monaca con un cencio in testa poiché lei sopportava le angherie delle altre sorelle senza lamentarsene, avvicinandosi con i suoi atti alla Passione di Gesù. Il monaco si diresse allora dove gli era stato indicato senza tuttavia incontrare la sorella descrittagli dall'angelo perché le altre monache la tenevano nascosta ai visitatori con il pretesto che fosse posseduta dal demonio.
Isidora apparve tuttavia e si inginocchiò davanti al monaco il quale, per tutta risposta si prostrò per terra chiedendole di benedirlo. 
Alle domande delle consorelle Pitrim raccontò la propria visione concludendo che "Vicina a Dio, Isidora è la più in alto di tutti noi". Dopo quelle parole l'agiografia sulla santa narra che le altre sorelle si pentirono e le chiesero perdono per il loro comportamento.
A seguito di quell'avvenimento si racconta che un gran numero di pellegrini iniziò a giungere al monastero per poterle parlare ma Isidora, volendo nascondersi, si allontanò da questo e iniziò una vita eremitica. Morì intorno al 365. Venerata dalle Chiese che ammettono il culto dei santi è ricordata il 10 maggio.

## Culto
Isidora rappresenta uno dei primi esempi di "Folle in Cristo", denominazione con cui venivano indicati coloro i quali, simulando la pazzia umiliando il proprio corpo, cercavano di avvicinarsi alla Passione di Gesù. Questo modo di intendere la religione si sviluppò nei secoli dapprima nell'Impero bizantino e quindi in Russia.

## Fonti
- Alex Sivag, Le sante stolte della Chiesa russa, Roma, Città nuova editrice, 2006. ISBN 88-311-4064-7